# Scoliacma albescens
Scoliacma albescens är en fjärilsart som beskrevs av Rothschild 1912. Scoliacma albescens ingår i släktet Scoliacma och familjen björnspinnare. Inga underarter finns listade.